# イヌゴマ属
イヌゴマ属（イヌゴマぞく、学名：Stachys）は、シソ科オドリコソウ亜科の属の1つ。

## 特徴
一年草、越年草または多年草、まれに半低木となる種もある。葉は対生し、基本的に葉柄があるがまれに無柄のものもある。葉の縁に細かい鋸歯がある。花は茎の上部の葉腋に輪生花序につき、2個から多数の花をつけ、茎先に花穂をつくる。萼は筒状の鐘形で5裂し、萼裂片は同じ長さになり、5脈または10脈がある。花冠は2唇形になり、上唇は直立してややかぶと状になるかほとんど平坦となり、下唇は開出して3裂して中央裂片が大きくなる。雄蕊は4個あって、下側の2個が長く、上唇の内側に沿って伸びるが花冠を超えることはない。子房は2心皮からなり4全裂し、基部から花柱がでる。果実は乾質の4分果となり、分果は卵形から長球形となるが、まれにやや扁平となり3稜がある。

## 分布
オーストラリアを除く世界の温帯に広く分布し、約280種知られる。日本にはイヌゴマ1種が分布し、2-3種が帰化している。また、塊茎を食用とするためや花が美しいため観賞用に栽培されている種がある。

## 名前の由来
属名 Stachys は、ギリシャ語で stachyus「耳、ムギの穂」に由来する名称で、花の付き方からきている。

## 種

### 日本に分布する種
- イヌゴマ Stachys aspera Michx. var. hispidula (Regel) Vorosch.[5] - 多年草。茎は直立して高さは30-70 cmになり、4稜があり、稜に下向きの刺毛がある。花冠は淡紅色、下唇は3裂して紅色の細点がある。南千島、北海道、本州、九州に分布し、湿地に生育する。国外では、朝鮮半島、中国大陸（東北部・北部）、極東ロシアに分布する[1]。
  - エゾイヌゴマ Stachys aspera Michx. var. baicalensis (Fisch. ex Benth.) Maxim.[6] - 植物体の茎、葉、萼などに開出した剛毛が密生するもの。本州、北海道、千島列島、サハリン、朝鮮半島、極東ロシア、東シベリアに分布する[1][4]。
  - ケナシイヌゴマ Stachys aspera Michx. var. japonica (Miq.) Maxim. [7] - 植物体の茎、葉、萼などに毛が無く、茎の稜にごくまばらに短い刺がある。葉柄は少し長い。本州中部地方以西、四国、九州、沖縄島、朝鮮半島、中国大陸に分布する[1]

### 日本に帰化する種
- ヤブチョロギ Stachys arvensis (L.) L.[8] - 別名、ヤブイヌゴマ。越年草。茎は基部から分枝して立ち上がり、高さは10-40 cmになり、4稜がある。全体にまばらに毛が生える。花冠は淡紅色、下唇は3裂して中裂片が大きい。萼と葉は紅紫色になることがある。ヨーロッパ原産で、南アメリカ、北アメリカ、オーストラリア、アジアの暖地に広がる。日本では、本州（新潟県および近畿地方以西）、九州、琉球に帰化している[3]。
- オトメイヌゴマ Stachys palustris L.[9] - 多年草。植物体全体に白毛が密生する。茎は根茎から直立し、高さは約1 cmになり、4稜があって、稜に下向きの剛毛がある。花冠は濃紅紫色から淡紫色で、上唇の外側に毛が生え、下唇は3裂して中裂片の内側に白斑がある。ヨーロッパ中部から北部の原産で、ヨーロッパ全域、北アメリカ、オーストラリア、ニュージーランドに帰化している。日本では、北海道名寄市（旧風連町）や千葉県で知られる[10][11]。
- セイヨウイヌゴマ Stachys annua (L.) L.[12]

### その他和名のついた栽培種
和名および学名はYListから。
- チョロギ Stachys sieboldii Miq.; Syn. Stachys affinis auct. non Bunge - 多年草。茎は直立し、高さは30-60 cmになり、4稜があって、稜には下向きの刺がある。花冠は紅紫色、下唇は前方に突き出て3裂し、内側に赤い斑点がある。中国原産で塊茎を食用とするため栽培される[4]。
- ベニイヌゴマ Stachys coccinea J.Jacq.
- ワタチョロギ Stachys lanata Jacq.
- カッコウソウ（カッコウチョロギ）Stachys officinalis (L.) Trevis.
- ワタイヌゴマ Stachys olympica Poir.